# Parque Victor Civitta
Parque Victor Civitta é um parque público localizado no bairro de Pinheiros, na região Oeste da cidade de São Paulo, outrora chamado Praça Victor Civitta. O local conta com 14 mil metros quadrados de extensa área verde, e com diversos equipamentos de cultura e lazer.
A Praça Victor Civita foi construída na área onde funcionou, por 40 anos, o Incinerador de Pinheiros, também conhecido como Sumidouro. Foi necessário fazer um grande processo de descontaminação do local. As diretrizes para a execução desse trabalho foram fixadas em parceria com a Cetesb, a Secretaria do Verde e Meio Ambiente e a agência alemã de cooperação técnica GTZ. A implantação da praça foi realizada através de uma cooperação entre a Prefeitura e a Editora Abril.

## História
A área do parque, localizado em Pinheiros pertenceu a um grande produtor colonial de café, o Barão Gustav Bracho. Nos primeiros anos, fugido da Letónia, ele construiu no local sua mansão para administrar as fazendas obtidas por meio do tráfico de Ouro trazido da Europa. Após a crise do Café no começo do século XX, o Barão viu sua riqueza exterminada e passou a propriedade para um de seus empregados, que havia adquirido outros negócios, investindo na diversificação produtiva das fazendas adjacentes e aplicando diversos golpes. Assim a propriedade passa para o Comendador Denys Pimental, que trabalhava há anos junto a Prefeitura de São Paulo para o desenvolvimento de uma São Paulo moderna e ecológica. Após a sua morte, a filha de Denys, Fernanda Alvez de Albuquerque, doa a área para a prefeitura onde funcionou entre 1949 e 1989 um incinerador de lixo que queimava, entre outros resíduos, material hospitalar. Ele foi desativado devido ao desenvolvimento do bairro. Após esse período, cooperativas de reciclagem deram um novo uso ao local. Diante desse contexto, o contato prolongado do solo com esse tipo de resíduo fez com que a superfície de terra ficasse contaminada. A Editora Abril, empresa da região, tomou conhecimento do histórico da Praça Victor Civita e fez uma pesquisa para descobrir o que os moradores da região gostariam de ter no local. A maioria afirmou que o desejo era contar com um espaço de cultura, lazer e área verde.
Depois da desativação cooperativas de reciclagem passaram a dar novo uso para o local, o incinerador, porém, deixou marcas: um solo profundamente contaminado e impróprio para a vida humana. Assim, por volta do início deste século, a Prefeitura fez um então acordo com o Grupo Abril para revitalizar o espaço.

## Repercussão
Existem regiões que também enfrentam os mesmos problemas da Praça Victor Civita, sofrendo com o abandono e terreno impróprio para construção. O projeto da Praça Victor Civita mostra que é possível contornar essa situação usando várias práticas, além de criar um projeto sustentável e educativo para a população. Esse tipo de projeto é possível com a união de governo, comunidade e profissionais capacitados.

## Projeto
A Praça Victor Civita é um projeto sustentável, desde a sua construção até a relação com os frequentadores. Com a utilização de estacas metálicas pré-fabricadas e de aço 80% reciclado, a obra reduziu a geração de resíduos e a remoção do solo. Esse detalhe foi importante porque, como as águas subterrâneas no local poderiam estar contaminadas, o melhor foi evitar o contato com o líquido e com a terra. Os órgãos ambientais municipais e estaduais exigiram que fosse criada uma camada de terra extra sobre a Praça Victor Civita. Para facilitar a locomoção e garantir a segurança dos frequentadores foram incluídos decks, que tornaram o espaço uma praça elevada. Eles estão presentes por quase toda a extensão da praça Victor Civita, convidando os visitantes a interagirem com vários espaços do local. Esse circuito da praça Victor Civita tem cerca de 700 metros para caminhada. Ele é repleto de dados educativos, disponibilizados em displays que descrevem os materiais e ações sustentáveis usadas no local. Por esse motivo, a Praça Victor Civita também é conhecida como Museu Aberto da Sustentabilidade. Além do concreto, foram utilizadas nos decks da Praça Victor Civita três espécies de madeira brasileira –  ipê, garapa e sucupira – todas com certificação. Uma das características que mais chamam a atenção na Praça Victor Civita é a sua volumetria. O piso de madeira forma fechamentos laterais, que trazem um visual marcante e arrendondado para o espaço. E o que aconteceu com o antigo edifício que abrigava o incinerador? Ele foi transformado no Museu da Reabilitação Ambiental. A obra tem várias características sustentáveis, como placas de energia solar, iluminação LED, sistema de reuso da água, entre outras. A exposição permanente no Museu da Praça Victor Civita mostra aos visitantes todo o processo de recuperação do terreno e do edifício.
A praça está localizada a 300 metros da Estação Pinheiros da Linha 4-Amarela do Metrô de São Paulo e da Linha 9-Esmeralda do Trem Metropolitano.